# Estação Ferroviária de Santarém
A estação ferroviária de Santarém (nome anteriormente grafado como "Santarem"), por vezes idenfificada como da Ribeira de Santarém, é uma interface da Linha do Norte, que serve a cidade de Santarém, em Portugal. Inclui um núcleo museológico, dedicado à história ferroviária.

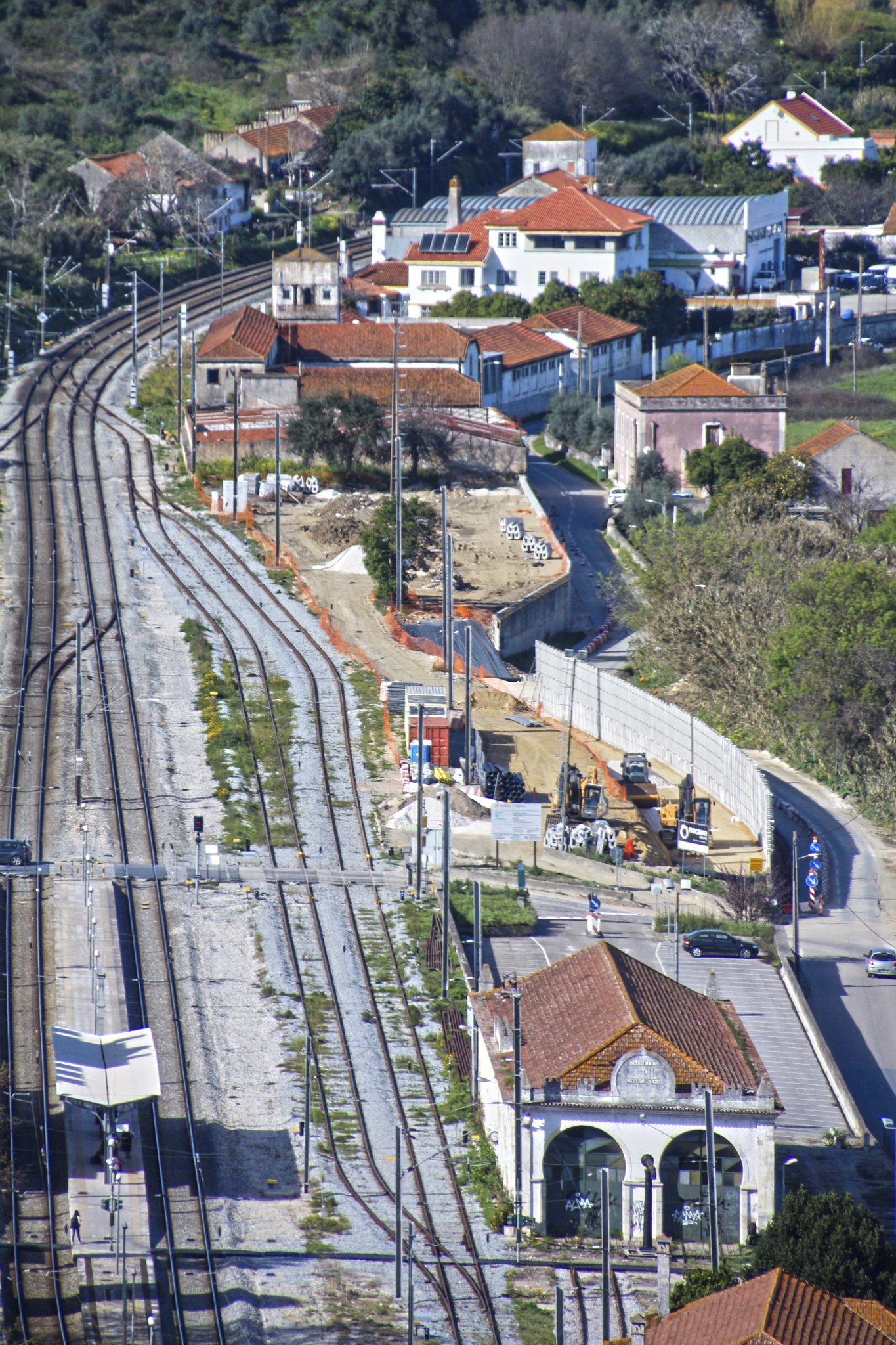
Aspeto geral das vias e plataformas, e cocheira museológica, em 2023, vendo-se as obras da passagem rodoviária inferior.

## Descrição

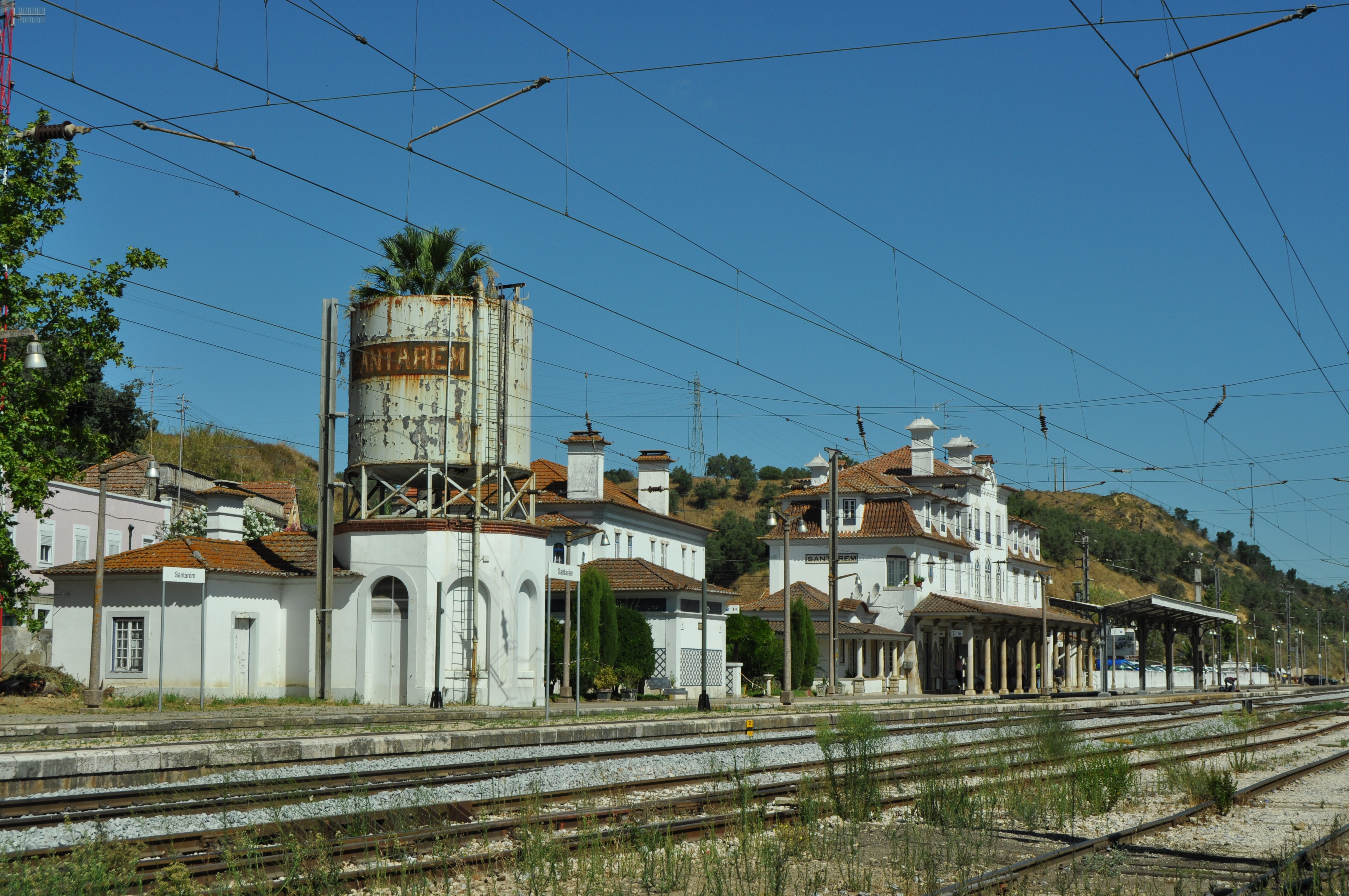
Vias e plataformas de Santarém.

### Localização e acessos
O acesso é efectuado pela Estrada da Estação de Caminhos de Ferro, em Santa Iria da Ribeira de Santarém.

### Infraestrutura
Esta interface apresenta duas vias de circulação, identificadas como I e III, com 1294 e 1303 m de extensão e acessíveis por plataformas com comprimentos de 283 e 246 m, resptivamente, e ambas com alturas variando entre 685 e 380 mm ao longo da sua extensão; existem ainda três vias secundárias, identificadas como IV, IV, e IX, com comprimentos de 315 a 270 m; todas estas vias estão eletrificadas em toda a sua extensão. Situa-se nesta configuração, centrado ao PK 74+926, um ramal gerido pela Extractopuro com tipologia «Linhas de Carga/Desc. DPF» (instalação n.º 119).

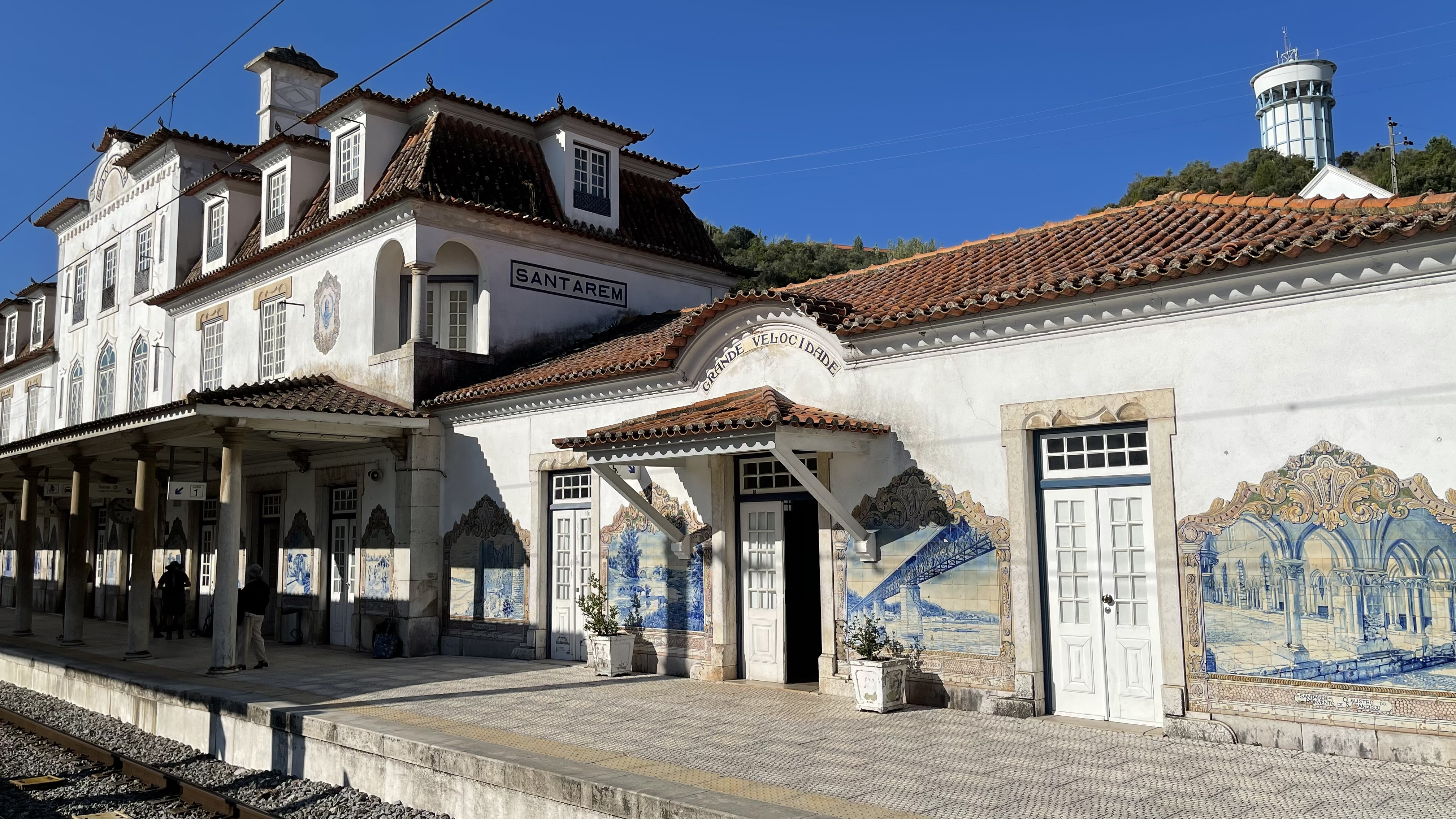
Azulejos nos edifícios da estação.

#### Edifício de passageiros
O edifício de passageiros situa-se do lado poente da via (lado esquerdo do sentido ascendente, a Campanhã). A estação está decorada com azulejos produzidos pela Fábrica Aleluia de Aveiro. Os azulejos de tonalidades azul e branca são de 1927 e os painéis estão colocados na parede do edifício principal. Os 18 painéis que retratam tradições ribatejanas, trabalhos agrícolas, e monumentos de Santarém, Golegã, e Ourém, foram produzidos a partir de desenhos de João Oliveira numa oferta à C.P. da então Comissão de Iniciativa e Turismo de Santarém.[carece de fontes?]

#### Núcleo museológico
Na antiga cocheira de carruagens da Estação, encontra-se o Núcleo Museológico de Santarém, inaugurado em 5 de Outubro de 1979, e que encerra vários veículos, utensílios, ferramentas, e documentação — ligados à temática da história ferroviária portuguesa.

## História

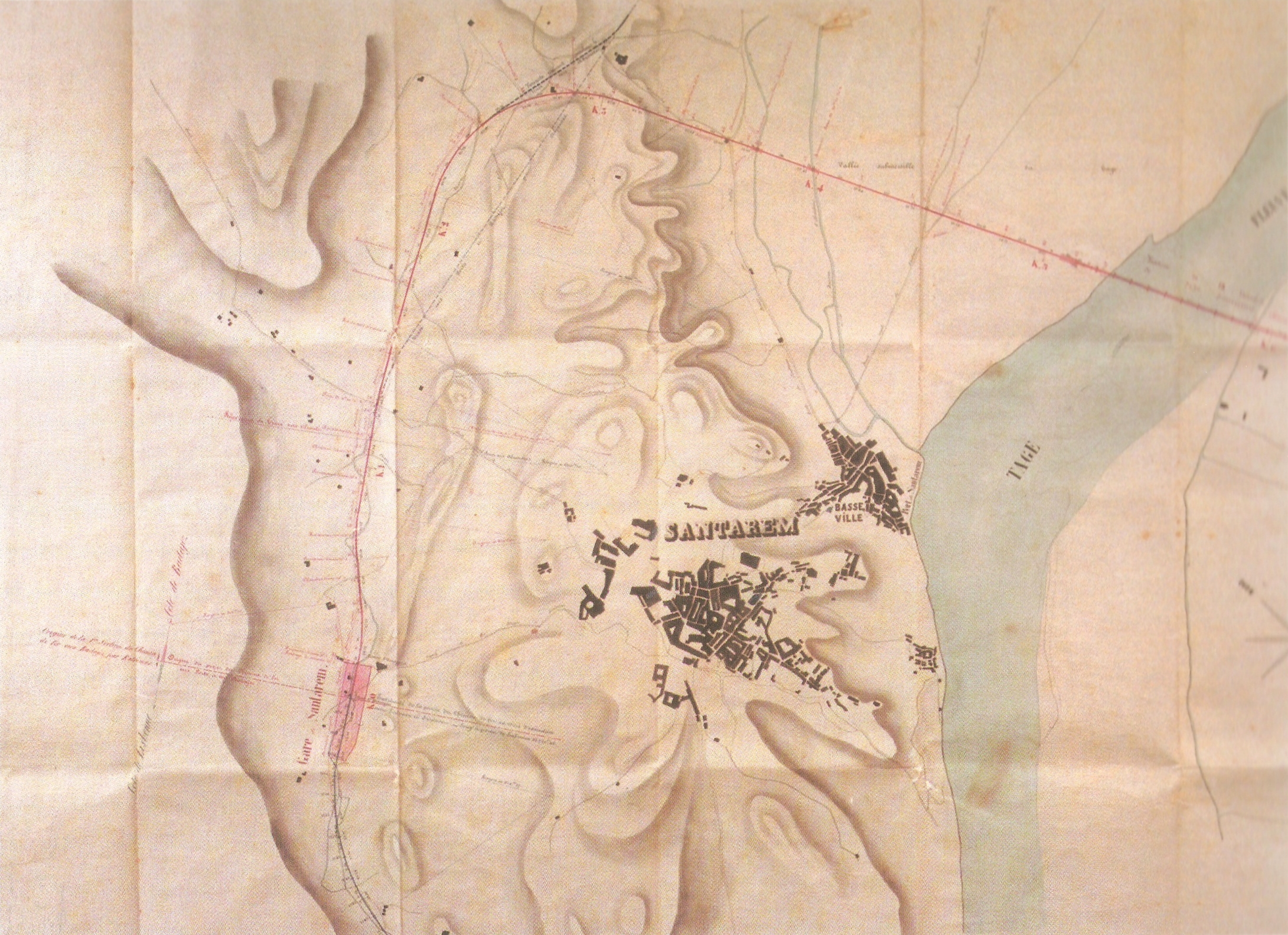
Mapa de 1856 com os traçados propostos para a via férrea junto a Santarém, incluindo a gare ferroviária.

### Planeamento e abertura
O programa para o concurso do caminho de ferro de Lisboa até à fronteira com Espanha, decretado em 6 de Maio de 1852, já previa que a primeira secção seguiria a margem direita do Rio Tejo até Santarém. Em Maio de 1853, foi assinado um contrato entre o Estado Português e o empresário Hardy Lislop, representando a Companhia Central Peninsular dos Caminhos de Ferro de Portugal, para a construção do troço até Santarém. Após a inauguração do primeiro troço do Caminho de Ferro do Leste, até ao Carregado em 1856, vários municípios da região Oeste defenderam que a Linha do Norte devia continuar pelo litoral, uma vez que as regiões do interior já dispunham de vias de comunicação através dos eixos fluviais, como o Tejo no caso de Santarém. Porém, o governo manteve o projecto original.
Devido aos problemas encontrados durante a construção, em 1857 foi apresentado o projecto de lei para um novo concurso, mas desta vez com destino à cidade do Porto; assim, foi rescindido o contrato com a Companhia Peninsular e elaborado um novo com o empresário Morton Petto. No entanto, este contrato também acabou por ser cancelado, tendo sido assinado outro com José de Salamanca em 12 de Setembro de 1859, para a construção dos troços até ao Porto e à fronteira. Salamanca fundou a Companhia Real dos Caminhos de Ferro Portugueses em 1860, tendo sido desta forma aberto o troço até Santarém em 1 de Julho de 1861.

### Continuação até Abrantes
Quando este troço estava em obras, o engenheiro Wattier elaborou um relatório, onde propôs 3 traçados para a continuação da linha até Espanha; a primeira das directrizes iniciava-se no Carregado, enquanto que a segunda tinha origem em Santarém, que seria a estação de entroncamento com a futura linha para o Porto, atravessaria o Rio Tejo, serviria Estremoz e Elvas, e desceria depois para Badajoz. A terceira opção ditava a passagem por Abrantes e junto a Portalegre, aumentando o tempo de viagem entre Lisboa e Espanha, mas aproveitando ao máximo a linha para o Porto, sendo assim consideravelmente menos dispendiosa. Esta última alternativa foi a escolhida, tendo a próxima secção a ser construída sido até Abrantes, em 7 de Novembro de 1862.
Em 2 de Março de 1895, o vale do Rio Tejo foi atingido por grandes cheias, tendo as vias da estação de Santarém ficado inundadas.

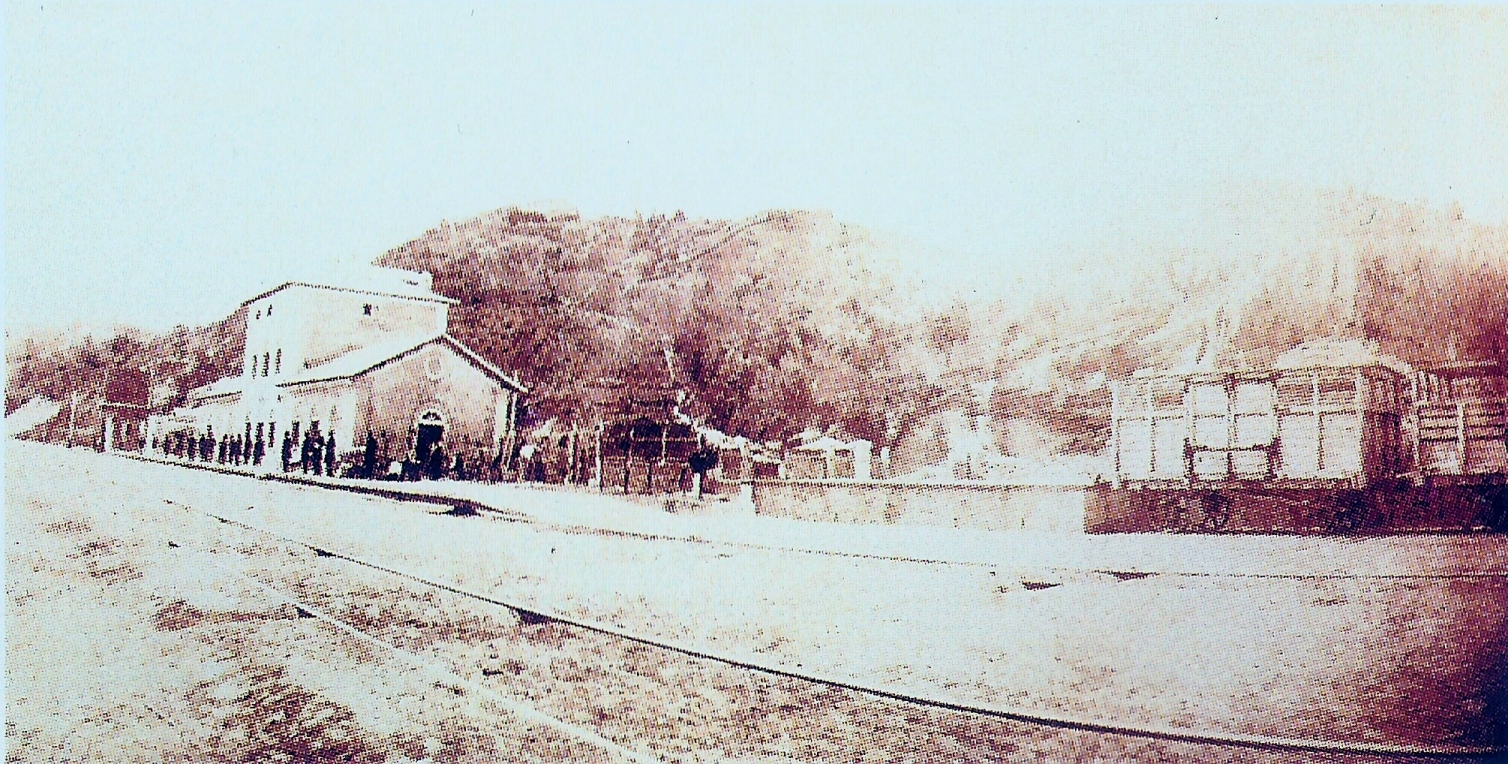
A estação de Santarém, na segunda metade do Século XIX.

#### Ligações previstas a Vendas Novas e Chamusca
Em 1887, foi autorizada a construção de um caminho de ferro do tipo americano de Santarém a Vendas Novas. A concessão foi modificada para via larga por um alvará de 13 de Dezembro de 1888, e o ponto de entroncamento na Linha do Leste foi mudado para Santana - Cartaxo em 1890 e para o Setil em 1890, tendo a Linha de Vendas Novas entrado ao serviço em 1904.
Em Maio de 1891, o empresário Bosset e o Barão de Kessler já tinham pedido autorização para construir um caminho de ferro  americano com tracção a vapor, de Santarém a Chamusca, passando por Almeirim e Alpiarça.

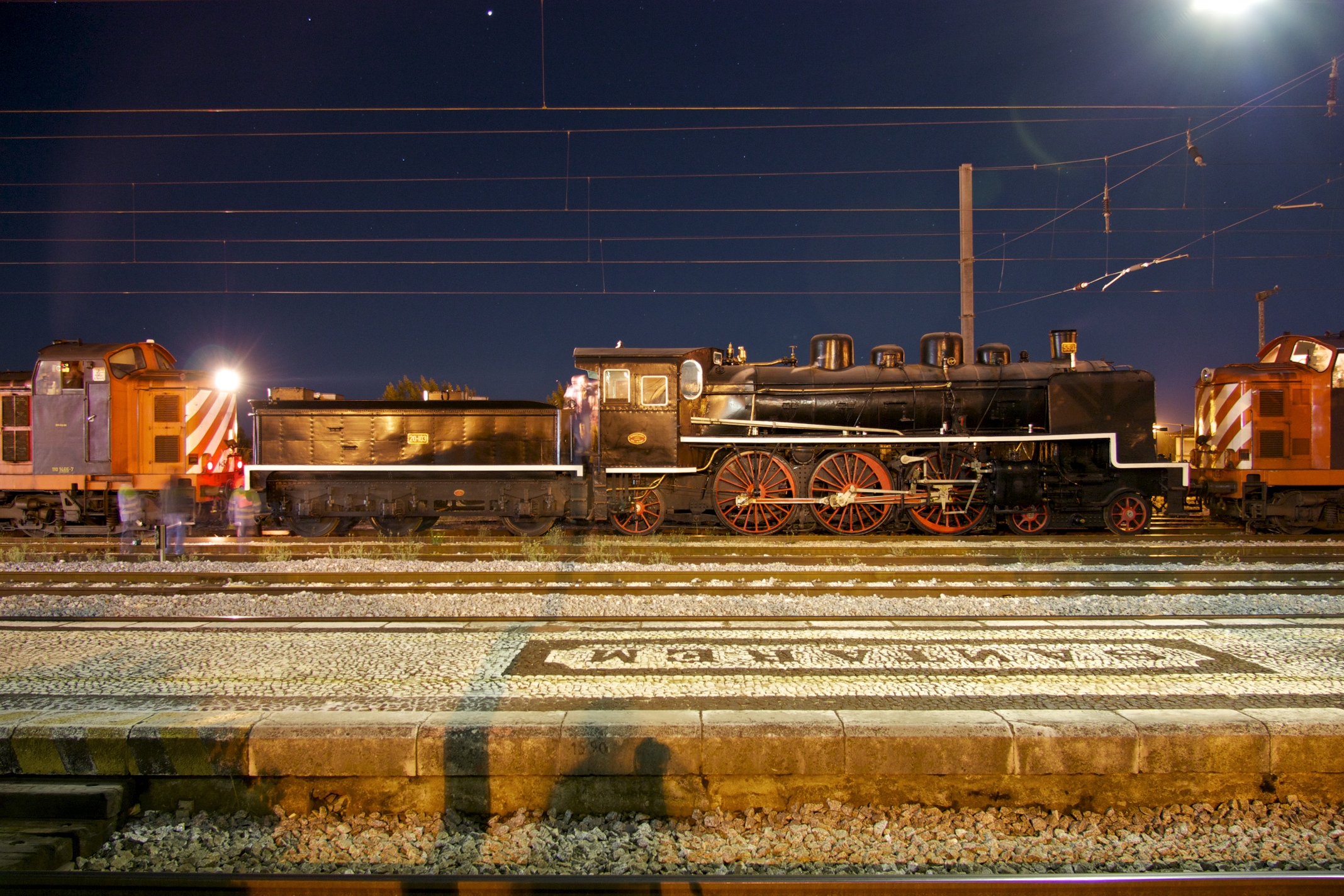
Preparação da locomotiva 553 para ser rebocada de Santarém até ao Museu no Entroncamento, em 2012.

### Século XX
Em Agosto de 1902, já tinham sido instalados semáforos eléctricos de disco, do sistema Barbosa, e em 1933 executaram-se obras de melhoramento na toma de água.
Em 1913, a estação era servida por carreiras de diligências até à vila de Santarém, Ribeira de Santarém, Amiais e Rio Maior.
Em 14 de Janeiro de 1914, iniciou-se uma das maiores greves dos trabalhadores da Companhia dos Caminhos de Ferro Portugueses, tendo os operários sabotado vários troços de via; um comboio que tinha saído do Porto no dia 15 só chegou a Lisboa no dia seguinte, tendo sido necessário reparar os carris em vários pontos da linha, incluindo Santarém.
Em 1927, foi inaugurado o novo edifício da estação de Santarém. O projeto é do arquiteto Perfeito de Magalhães (Marco de Canaveses, 20 de Julho de 1880 - Lisboa, 29 de Janeiro de 1958).
Em Agosto de 1968, já tinham sido concluídas as obras de remodelação do posto de informações turísticas na estação de Santarém, por iniciativa do presidente da Comissão Municipal, José Carlos de Oliveira Sollas. Nessa altura, existia a intenção de reconstruir completamente o posto de informações, mas este projecto dependia das obras de remodelação que a CP previa fazer na estação.

#### Ligação projectada a Rio Maior
Nos princípios do Século XX, começou-se a planear um caminho de ferro que ligasse as Linhas do Oeste e do Norte/Leste, passando por Rio Maior. No relatório de 1903 da comissão técnica para o Plano da Rede Complementar, afirmou-se que Santarém era o local mais óbvio para fazer a bifurcação no Leste, devido à sua importância militar, económica e administrativa, mas a estação não dispunha de espaço suficiente, pelo que teria de ser construída uma segunda gare para a triagem dos comboios; em vez disso, devia ser utilizada a Estação Ferroviária do Setil, que tinha sido recentemente ampliada para acolher a Linha de Vendas Novas. O local de entroncamento do Ramal de Rio Maior foi posteriormente alterado para o Vale de Santarém.

### Século XXI

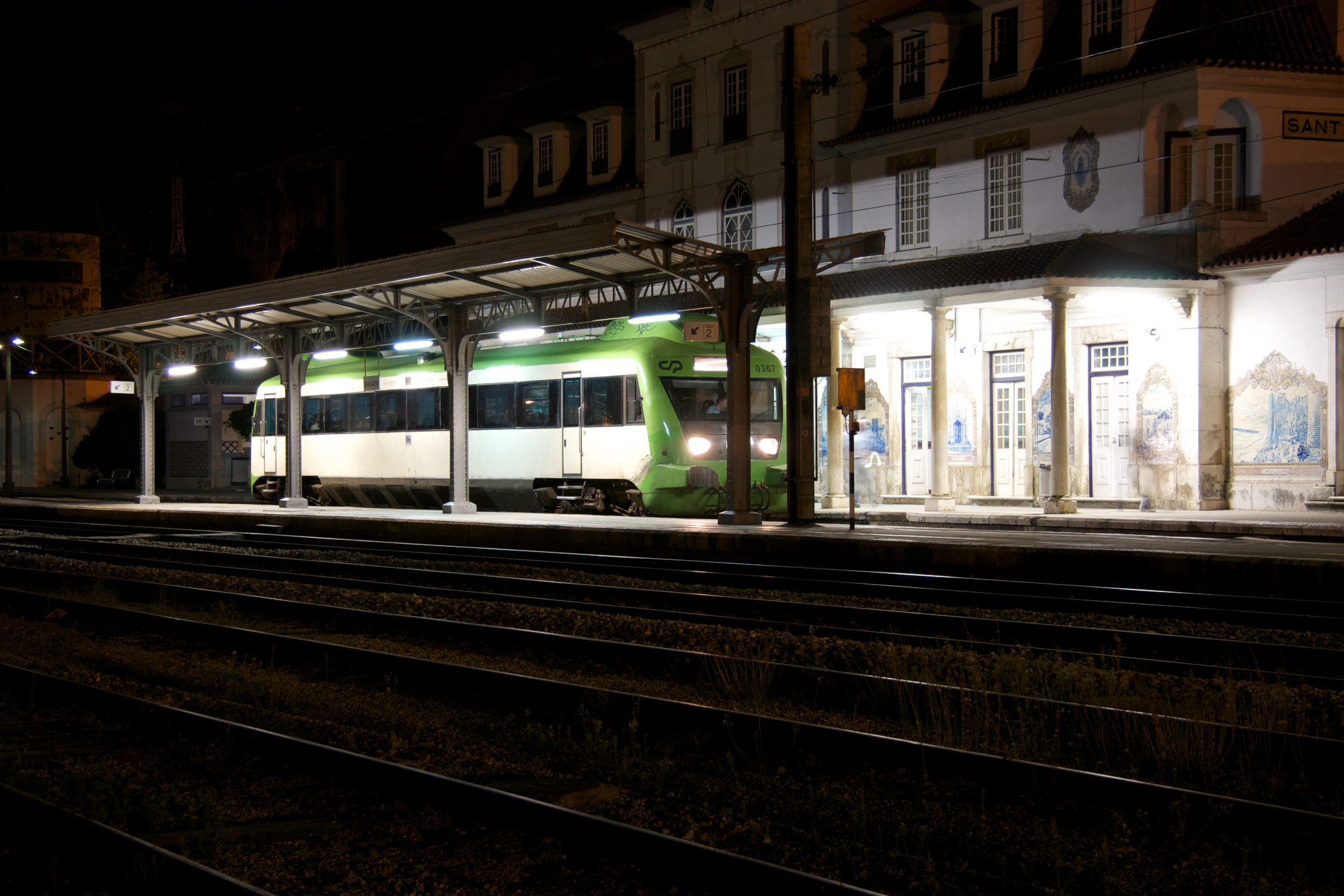
Automotora da série 0350 em Santarém à noite, em 2012.

Em Janeiro de 2011, apresentava duas vias de circulação, com 1294 e 1303 m de comprimento; as plataformas tinham 298 e 277 m de extensão, e 35 cm de altura — valores mais tarde ligeiramente alterados para os atuais.

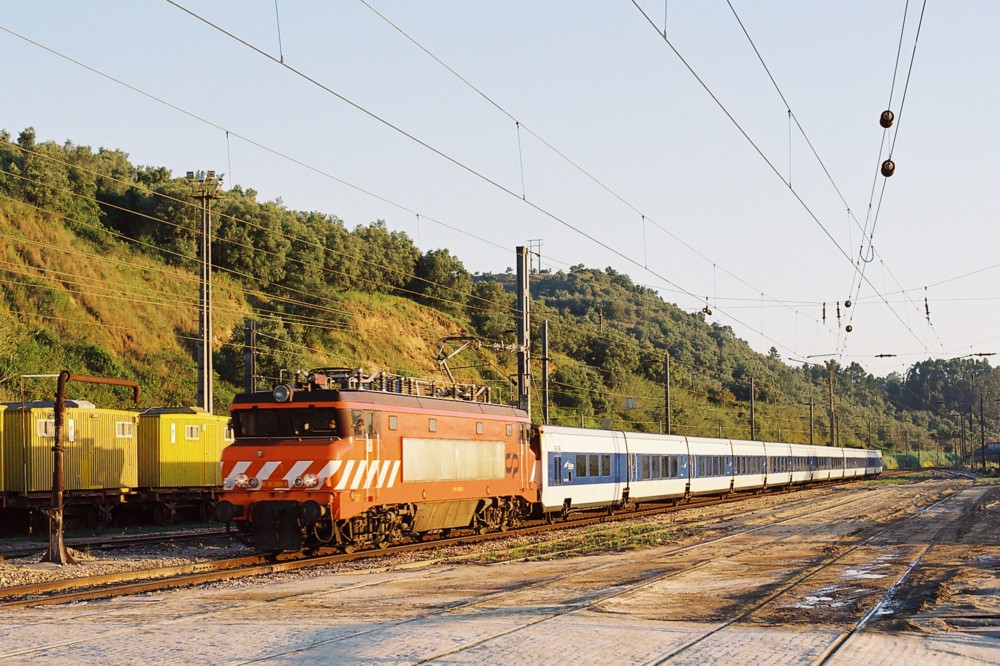
Lusitânia Comboio Hotel a passar por Santarém, em 2004.

Em 2013, o edifício de passageiros e a cocheira de carruagens foram classificadas como Monumento de Interesse Público.

## Ver também

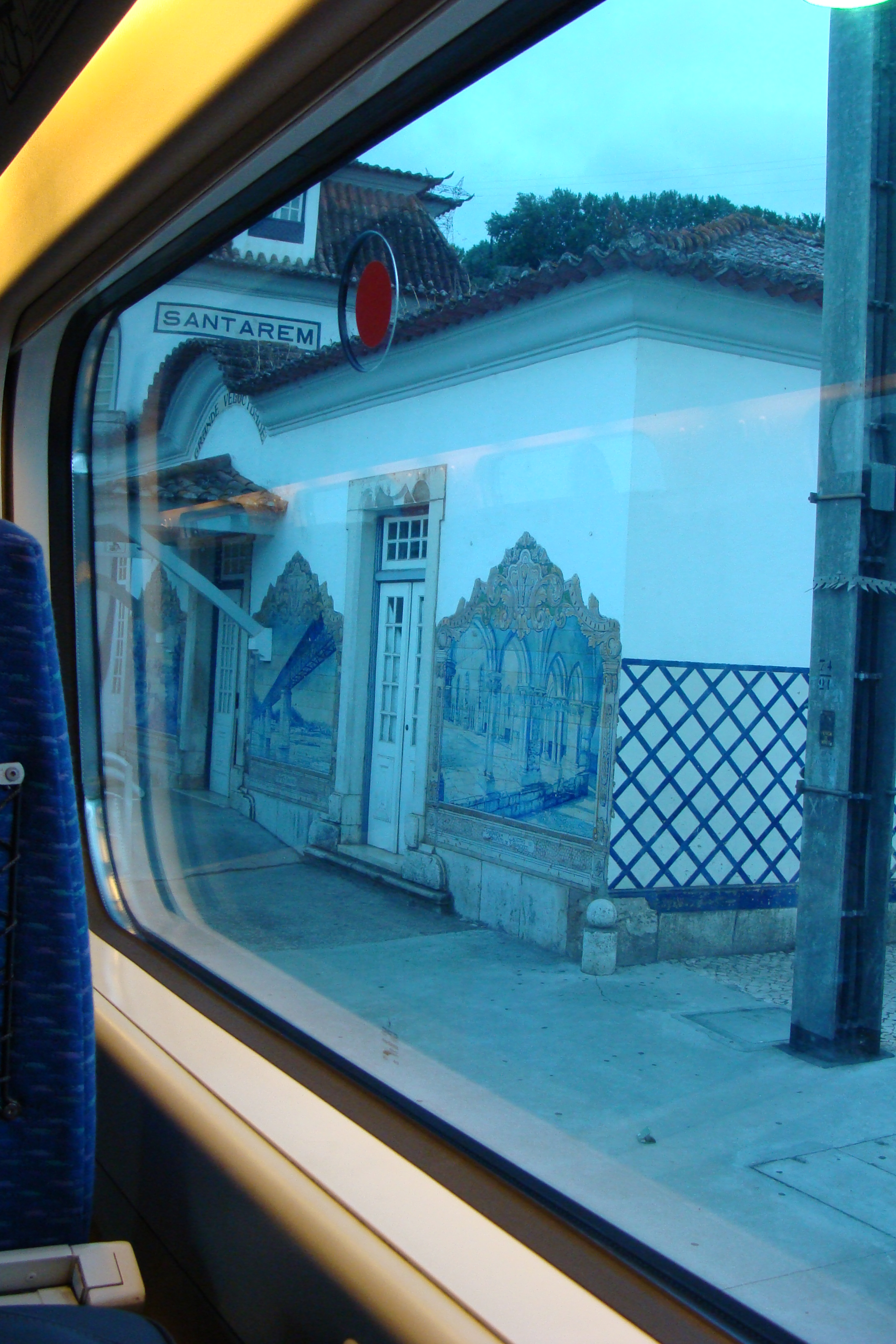
Chegada à estação de Santarém.

## Leitura recomendada
- CERVEIRA, Augusto; CASTRO, Francisco Almeida e (2006). Material e tracção: os caminhos de ferro portugueses nos anos 1940-70. Col: Para a História do Caminho de Ferro em Portugal. 5. Lisboa: CP-Comboios de Portugal. 270 páginas. ISBN 989-95182-0-4
- QUEIRÓS, Amílcar (1976). Os Primeiros Caminhos de Ferro de Portugal: As Linhas Férreas do Leste e do Norte. Coimbra: Coimbra Editora. 45 páginas
- SALGUEIRO, Ângela (2008). A Companhia Real dos Caminhos de Ferro Portugueses: 1859-1891. Lisboa: Univ. Nova de Lisboa. 145 páginas